# روب شيلدز
روب شيلدز هو عالم اجتماع كندي، ولد في 9 يونيو 1961 في تورونتو في كندا.